# Layton Brothers: Mystery Room
Layton Brothers: Mystery Room (レイトンブラザーズ・ミステリールーム Reiton Burazāzu Misuterī Rūmu?) es un videojuego de aventura y puzles para iOS y Android, desarrollado por Level-5. Es un spin-off de la serie El Profesor Layton , protagonizando a la investigadora novata Lucy Baker, quien trabaja con el investigador genio Alfendi Layton, hijo del Profesor Hershel Layton, en la alta unidad de investigaciones de Scotland Yard, la "Sala del Misterio". El juego fue publicado en Japón el 21 de septiembre de 2012, y en España el 27 de junio de 2013. Una versión de Android se lanzó el 5 de septiembre de 2013.

## Desarrollo
Layton Brothers: Mystery Room fue anunciado en el Level-5 Vision 2009 como Mystery Room, el primer título completamente original en la serie "Atamania", de Level-5. En Mystery Room, los protagonistas serían los detectives Poccho y Sly. El jugador podría selecionar qué crimen desea resolver de una lista de reportes. El juego estaba diseñado originalmente para la Nintendo DS y estaba planeado para ser lanzado en el 2010. Level-5 originalmente mostraría el juego en el Tokyo Game Show de 2010, pero fue eliminado del horario poco después de la conferencia. En mayo de 2010, el desarrollador publicó una actualización del progreso del juego y anunció que el lanzamiento del juego se retrasaría hasta la primavera del 2011. Finalmente, el 15 de octubre de 2011, el título se presentó en el Level-5 World 2011 como un juego de iOS y android llamado Layton Brothers: Mystery Room. Aunque el juego ha sido incorporado en la franquicia El Profesor Layton, muchos de sus elementos originales se han mantenido intactos, incluyendo el objetivo de resolver misterios.

## Manga
El 18 de diciembre de 2021 Level-5 comenzó a publicar una adaptación manga del juego titulada Layton Brothers Mystery Room: El puzle del crimen perfecto (レイトンブラザーズ・ミステリールーム 完全犯罪のパズル). La historia sigue los acontecimientos del juego, aunque con algunas modificaciones y añadiendo casos inéditos.
El manga está dibujado por Yaminabe Terumin y finalizó su publicación en la plataforma Manga-5 el 8 de junio de 2024. Actualmente cuenta con cuatro volúmenes recopilatorios.